# Динамо (футбольный клуб, Киров)
«Динамо» — советский и российский футбольный клуб из Кирова. Основан 4 августа 1923 года. Цвета — бело-голубые.
Участник союзных (1959—1991) и российских (1992—1994, 1999—2017, с 2023) первенств среди команд мастеров (профессиональных клубов).

## Названия клуба
- 1923—1992 — «Динамо»
- 1993—1994 — «Вятка»
- 1999—2003 — «Динамо-Машиностроитель»
- с 2004 — «Динамо»

Примечания
1. ↑  Клуб провёл матч Кубка России 2017/18, после чего снялся с Первенства ПФЛ 2017/18.

## История
4 августа 1923 года свой первый футбольный матч провела команда N-го дивизиона войск ГПУ. С этой игры берёт своё начало история кировского «Динамо». В 1924 году для участия в первенстве СССР по футболу и баскетболу образованы сборные команды Вятки. Первые игры, назначенные на 18 мая, не состоялись, так как в Вятку, по неизвестным причинам, не доехали команды Череповца. Следующим соперником стала команда Вологды, которых вятские футболисты разгромили 4:0.
С 1935 года команда становится сильнейшей городской командой, выиграв с 1935 по 1937 год 6 чемпионских титулов. Чемпионат тогда проводился дважды в год.
- 1953 — дебют в первенстве РСФСР (зона Урал) (4 место из 9 команд: 5 побед, 3 поражения, мячи 23-16).
- 1956 — победитель зонального турнира первенства РСФСР, победитель группового турнира финала. Итог выступления — 4 место в финальном турнире.
- 1959 — победитель Спартакиады народов РСФСР (футболисты «Динамо» представляли Кировскую область). Футбольный турнир Спартакиады был довольно высокого уровня — на нём выступали исключительно команды класса «Б» (на тот момент второй по рангу лиги СССР).
- 1963 — вице-чемпион РСФСР.
- 1981 — чемпион РСФСР. По итогам сезона «Динамо» сумело пробиться в Первую лигу чемпионата СССР, где провело 2 сезона, вылетев в 1983 году обратно во Вторую лигу.
- 1992 — в связи с реорганизацией футбольного хозяйства вследствие распада Союза команда вновь получила право выступать в Первой лиге первенства страны, но в зоне «Центр» заняла последнее, 18-е место, и вылетела во Вторую лигу.
- 1993 — ФК «Динамо» переименован в ФК «Вятка».
- 1994 — клуб расформирован. Некоторое время на базе стадиона «Динамо» существовала команда «Вятка»[11].
- 1998 — команда «Машиностроитель» Киров[12] выиграла зону «Поволжье» Первенства КФК[13].
- 1999 — клуб допущен к соревнованиям зоны «Поволжье» второго дивизиона под названием «Динамо-Машиностроитель».
- 2000 — клуб переведён в зону «Урал» второго дивизиона.
- 2004 — ФК «Динамо-Машиностроитель» официально переименован в ФК «Динамо».
- 2006 — самый удачный год после возрождения «Динамо» в 1999 году. В Первенстве второго дивизиона зоны «Урал-Поволжье» команда заняла третье место, а в Кубке России дошла до 1/16 финала, проиграв клубу Премьер-лиги «Томь».

В сезоне-2007 команда заняла 5-е место, а с сезона-2008 неизменно оказывалась в нижней части итоговой турнирной таблицы. В сезонах 2015/16 и 2016/17 клуб занимал последнее место.

### Прекращение выступлений
Сезон-2017/18 начался с поражения 14 июля 2017 года со счётом 0:3 в гостевом кубковом матче от ижевского «Делина», выступающего на региональном уровне. 18 июля, за день до старта Первенства ПФЛ сезона-2017/18, на сайте клуба появилось сообщение, в котором говорилось о снятии с соревнований ввиду отсутствия средств и переходе команды в III дивизион (а также, что на протяжении нескольких последних лет финансирование АНО «Футбольный клуб „Динамо“» осуществлялось исключительно за счёт средств бюджета МО «Город Киров»), однако ни на сезон-2018, ни на сезон-2019 III дивизиона кировское «Динамо» не заявилось и вообще не участвовало в каких бы то ни было соревнованиях, в III дивизионе (зона «Золотое кольцо») город с 2017 года представлял клуб «Факел», выигравший зональное первенство-2018, среди участников чемпионата Кировской области присутствовал ряд других кировских команд.
По результатам одной из проведённых Гострудинспекцией Кировской области проверок за III квартал 2017 года была выявлена задолженность по зарплате сотрудникам АНО «Футбольный клуб „Динамо“» на сумму более 2 млн рублей. Зарплату не выдавали 53 сотрудникам с апреля по август. Юрлицо, которое, несмотря на прекращение выступлений команды (по словам рассказавших о ситуации футболистов, летом 2017 года сотрудникам клуба, включая игроков, было предложено написать заявление об увольнении с указанием на отсутствие материальных претензий), остаётся действующим (в штате числятся два сотрудника), было привлечено к административной ответственности с необходимостью оплаты штрафа в 30 тыс. рублей.
По итогам прошедшей 26 мая 2018 года Конференции РФС автономная некоммерческая организация «Футбольный клуб „Динамо“ (г. Киров)» была исключена из членов РФС.
В 2019 году руководством Любительской футбольной лиги Кировской области были сделаны заявления о планах развития футбола в регионе в формате 11×11, сотрудничестве с академий ФК «Краснодар», намерении открыть собственную футбольную академию, а также возможном возрождении кировского «Динамо». В сентябре 2019 года губернатор Кировской области Игорь Васильев заявил, что возрождение кировского «Динамо» на профессиональном уровне возможно в отдалённой перспективе и только в том случае, если в команде будут играть местные футболисты.

### С 2021
В 2021 году команда «Динамо-Киров» участвовала в чемпионате и кубке Кировской области.
4 августа 2022 года и.о губернатора Кировской области Александр Соколов объявил о возрождении профессионального футбольного клуба «Динамо» (Киров) с сезона 2023/24 (в сотую годовщину со дня создания клуба). По итогам сезона 2022 года, который команда проводила на любительском уровне, в III дивизионе (это был первый сезон во всероссийских соревнованиях после возвращения), «Динамо» заняло 1-е место в зоне «Золотое кольцо», обыграв в заключительном туре команду «Череповец — СШОР Витязь» со счётом 2:0 (эта победа позволила обойти череповчан на 2 очка). В финальном турнире, проходившем в ноябре в Астрахани, заняла 5-е место.
В июне 2023 года стало известно, что клуб прошёл аттестацию для участия во Второй Лиге России. Домашний стадион — ВятСШОР. С 14 июня 2023 года команду возглавил новый главный тренер Виктор Булатов.
19 октября 2024 года после победы над «Акрон-2» со счётом 1:0 на 2 очка опередили «Амкар» и стали победителями группы 4 Второй Лиги России, дивизион Б и вышли в серебряную лигу дивизиона А.
31 мая 2025 года, сыграв вничью с «Иртышом» из Омска (1:1), досрочно обеспечили себе выход в золотую лигу дивизиона А.

## Результаты выступлений
| Сезон   | Лига                                   | Место | Примечание                            |
| ------- | -------------------------------------- | ----- | ------------------------------------- |
| 1992    | Первая лига, зона «Центр»              | 18    | Выбывание во вторую лигу              |
| 1993    | Вторая лига, зона 6                    | 3     |                                       |
| 1994    | Вторая лига, зона «Центр»              | 14    | Расформирован                         |
|         |                                        |       |                                       |
| 1999    | Второй дивизион, зона «Поволжье»       | 16    |                                       |
| 2000    | Второй дивизион, зона «Урал»           | 13    |                                       |
| 2001    | Второй дивизион, зона «Урал»           | 9     |                                       |
| 2002    | Второй дивизион, зона «Урал»           | 8     |                                       |
| 2003    | Второй дивизион, зона «Урал-Поволжье»  | 16    |                                       |
| 2004    | Второй дивизион, зона «Урал-Поволжье»  | 8     |                                       |
| 2005    | Второй дивизион, зона «Урал-Поволжье»  | 12    |                                       |
| 2006    | Второй дивизион, зона «Урал-Поволжье»  | 3     |                                       |
| 2007    | Второй дивизион, зона «Урал-Поволжье»  | 5     |                                       |
| 2008    | Второй дивизион, зона «Урал-Поволжье»  | 15    |                                       |
| 2009    | Второй дивизион, зона «Урал-Поволжье»  | 13    |                                       |
| 2010    | Второй дивизион, зона «Урал-Поволжье»  | 13    |                                       |
| 2011/12 | Второй дивизион, зона «Урал-Поволжье»  | 13    |                                       |
| 2012/13 | Второй дивизион, зона «Урал-Поволжье»  | 11    |                                       |
| 2013/14 | ПФЛ, зона «Урал-Поволжье»              | 10    |                                       |
| 2014/15 | ПФЛ, зона «Урал-Поволжье»              | 10    |                                       |
| 2015/16 | ПФЛ, зона «Урал-Поволжье»              | 10    |                                       |
| 2016/17 | ПФЛ, зона «Урал-Приволжье»             | 9     | Расформирован                         |
|         |                                        |       |                                       |
| 2022    | Третий дивизион, зона «Золотое Кольцо» | 1     | Выход во вторую лигу «Б»              |
| 2023    | Вторая лига, дивизион «Б», группа 2    | 5     |                                       |
| 2024    | Вторая лига, дивизион «Б», группа 4    | 1     | Выход в дивизион «А» группа "Серебро" |

| Сезон   | Результат |
| ------- | --------- |
| 1992/93 | 1/64      |
| 1993/94 | 1/64      |
| 1994/95 | 1/256     |
| 1995/96 | 1/256     |
|         |           |
| 1999/00 | 1/256     |
| 2000/01 | 1/256     |
| 2001/02 | 1/128     |
| 2002/03 | 1/256     |
| 2003/04 | 1/256     |
| 2004/05 | 1/256     |
| 2005/06 | 1/256     |
| 2006/07 | 1/16      |
| 2007/08 | 1/128     |
| 2008/09 | 1/128     |
| 2009/10 | 1/256     |
| 2010/11 | 1/64      |
| 2011/12 | 1/256     |
| 2012/13 | 1/256     |
| 2013/14 | 1/128     |
| 2014/15 | 1/64      |
| 2015/16 | 1/128     |
| 2016/17 | 1/128     |
| 2017/18 | 1/256     |
|         |           |
| 2023/24 | 3-й раунд |
| 2024/25 | 3-й раунд |

## Достижения
- Победитель зонального турнира и группового финала Первенства РСФСР: 1956
- Победитель Спартакиады народов РСФСР (финальная стадия для команд-мастеров класса «Б»): 1959
- Серебряный призёр Чемпионата РСФСР: 1963
- Победитель Чемпионата РСФСР: 1981
- Бронзовый призёр Первенства второго дивизиона в зоне «Урал-Поволжье»: 2006
- Победитель первенства России среди ЛФК в зоне «Золотое кольцо»: 2022
- Победитель Второй Лиги Дивизион Б в группе 4: 2024

Наивысшее достижение в чемпионатах страны — 15-е место в первой лиге чемпионата СССР (1982) и 3-е место в зональном турнире Второго дивизиона чемпионата России (2006)
Наивысшее достижение в Кубках страны — 1/16 финала Кубка СССР (1983) и 1/16 финала Кубка России (2006/07)

## Главные тренеры
- Абатуров, Василий Иванович (1937)
- Келлер, Александр Андреевич (1951—1959)
- Лапшин, Алексей Платонович (1960)
- Харевич, Владислав Иосифович (1961—1962)
- Шувалов, Владимир Иванович (1963 — июль 1964)
- Голицын, Николай Николаевич (1965)
- Свинцов, Валерий Михайлович (1966—1972)
- Думаревский, Дмитрий Васильевич (1973)
- Абрамов, Борис Михайлович (1974)
- Шутов, Василий Васильевич (1975—1976)
- Дроздов, Лев Павлович (1977—1978)
- Шутов, Василий Васильевич (1979)
- Овчинников, Валерий Викторович (1980—1982)
- Яковлев, Борис Евгеньевич (1983)
- Соковнин, Александр Александрович (1984—1985)
- Козловских, Александр Георгиевич (1986, по июль)
- Вожегов, Александр Кузьмич (август 1986—1987)
- Соковнин, Александр Александрович (1988—1989)
- Вожегов, Александр Кузьмич (1990—1991)
- Улитин, Борис Николаевич (1992)
- Кисляков, Владимир И. (1992)
- Соковнин, Александр Александрович (1993—1994)
- Соковнин, Александр Александрович (1998 — июль 1999)
- Липатников, Алексей Леонидович (1999, с августа)
- Архапчев, Виктор Георгиевич (2000, по июль)
- Кишиневский, Александр Анатольевич (июль 2000—2002)
- Зайденберг, Виктор Лазаревич (2003—2004)
- Оленёв, Константин Валерьевич (2005 — июль 2008)
- Липатников, Алексей Леонидович (2009—2010)[30]
- Кривоносов, Андрей Михайлович (2011, по июль)[30]
- Саитов, Александр Петрович (август 2011 — сентябрь 2013)[30]
- Кривоносов, Андрей Михайлович (сентябрь 2013 — июнь 2014)
- Липатников, Алексей Леонидович (июнь 2014 — октябрь 2015)
- Проценко, Вячеслав Вячеславович (2015, с октября)
- Оленёв, Константин Валерьевич (февраль 2016 — июль 2017)
- Проценко, Вячеслав Вячеславович (июнь 2022 — июнь 2023)
- Булатов, Виктор Геннадьевич (с июня 2023)